# Мацуда Дэндзюро
Дэндзюро Мацуда (1769—1842 или 1843) — японский чиновник и путешественник, исследователь Сахалина.

## Биография
Родился старшим сыном в семье бедного фермера. Затем воспитывался приемным отцом. В 1808 году Мамия Риндзо и он по заданию японского правительства обследовали и картографировали Сахалин. Их экспедиция пришла к выводу, что последний является островом. В октябре того же года Мацуда Дэндзюро вернулся в Эдо с докладом и картой. В 1809 году его снова направили на Сахалин по торговым делам (торговля велась с айнами). В 1812 году исследователь снова посетил остров.
Составил записки об обычаях и природе Сахалина. Среди прочего он отмечал, как легко айны заражаются оспой.
Ему был установлен памятник.